# Astragalus catabostrychos
Astragalus catabostrychos är en ärtväxtart som beskrevs av I.Deml och Dieter Podlech. Astragalus catabostrychos ingår i släktet vedlar, och familjen ärtväxter. Inga underarter finns listade i Catalogue of Life.